# Godło Białorusi
Państwowe godło Republiki Białorusi – oficjalny państwowy symbol suwerennej Republiki Białorusi. Zatwierdzone zostało 7 czerwca 1995 roku przez prezydenta Republiki Białorusi, Alaksandra Łukaszenkę, rozporządzeniem O zatwierdzeniu etalonu państwowego godła Republiki Białorusi i ustawy o państwowym godle Republiki Białorusi. Zastąpiło herb z wizerunkiem Pogoni, używany od 1991 roku. Za wzór dla godła Białorusi posłużyło godło Białoruskiej Socjalistycznej Republiki Radzieckiej.
Godło przedstawia złoty kontur Republiki Białorusi na tle złotych promieni słońca nad kulą ziemską. Nad konturem znajduje się czerwona pięciopromienna gwiazda. Z lewej i prawej stron kontur granic opasany jest wiankiem ze złotych kłosów, przeplecionych kwiatami koniczyny i lnu. Kłosy owinięte są wstążkami w barwach państwowej flagi Republiki Białorusi. Na dole widnieje złoty napis Republika Białorusi.

## Białoruś w dobie przemian

Herb z Pogonią (1991–1995)

27 lipca 1990 roku Białoruś ogłosiła niepodległość. 19 września 1991 roku państwo przyjęło nazwę Republika Białorusi i nowe symbole państwowe – herb z Pogonią i flagę biało-czerwono-białą. Przez kilka pierwszych lat istnienia na Białorusi pogłębiał się kryzys polityczny i gospodarczy. W celach jego zahamowania w 1993 roku parlament białoruski rozważał przeprowadzenie referendum. Miało ono określić dalszy kierunek rozwoju młodej państwowości.
Przyjęcie obecnych symboli Białorusi było rezultatem sprzeciwu części społeczeństwa białoruskiego wobec biało-czerwono-białej flagi i herbu Pogoń, między innymi Republikańskiej Rady Organizacji Weteranów, która dwukrotnie – 19 maja i 20 stycznia 1993 roku – wystosowała do parlamentu apel o zmianę symboliki państwowej. Weterani zwracali uwagę na to, że w czasach drugiej wojny światowej symboli tych używał rząd kolaboracyjny i organizacje profaszystowskie. Ówczesny poseł Alaksandr Łukaszenka także wnioskował o zmianę symboli państwowych. Początkowo idea ta nie została poparta przez rząd. 15 marca 1994 roku na Białorusi została przyjęta Konstytucja. Kilka miesięcy później, 10 lipca, na prezydenta został wybrany Łukaszenka. Siedemdziesięciu czterech posłów zwróciło się do niego z prośbą o wyznaczenie referendum O stosunku mieszkańców Republiki Białorusi do oficjalnej symboliki. Jednocześnie deputowani zaproponowali rozpoczęcie prac nad stworzeniem alternatywnych symboli państwowych. W pięćdziesiątą rocznicę zwycięstwa nad faszyzmem miały miejsce protesty przeciwników Pogoni i flagi biało-czerwono-białej. W związku z zaistniałą w kraju sytuacją, prezydent przystąpił do realizacji zamiarów odnośnie do zmiany symboli państwowych.
14 maja 1995 roku na Białorusi odbyło się referendum. Obywatelom Białorusi uprawnionych do głosowania zadano cztery pytania. Drugie pytanie na liście dotyczyło zmiany symboli państwowych: Czy popierają państwo propozycję ustanowienia nowej państwowej flagi i państwowego godła Republiki Białorusi? Twierdząco na to pytanie odpowiedziało 3 622 851 osób, co stanowiło 75,1% wszystkich głosujących. Przeciwko zagłosowało 988 839 osób, co stanowiło 20% wszystkich głosujących. 211 732 głosy uznano za nieważne. Zdaniem niezależnych obserwatorów wyniki referendum zostały sfałszowane. 7 czerwca 1995 roku rozporządzeniem prezydenta Nr 213 O zatwierdzeniu etalonu państwowego godła Republiki Białorusi i ustawy o państwowym godle Republiki Białorusi nowe godło zostało uznane za oficjalny symbol państwowy.
Za podstawę symbolu państwowego przyjęto godło, istniejące przed 1991 rokiem w Białoruskiej Socjalistycznej Republice Radzieckiej. W porównaniu z okrągłym godłem BSRR nowe nie posiadało symbolu sierpa i młota oraz wezwania Proletariusze wszystkich krajów, łączcie się! Do godła wprowadzono nowe elementy: zielony kontur granic Białorusi, wstęgę w barwach państwowej flagi oraz napis Republika Białorusi. W swoim założeniu nowa symbolika państwowa miała podkreślać pokojowy charakter narodu białoruskiego.

## Podstawa prawna

Godło Białorusi w latach 1995-2012

Godło Białorusi w latach 2012-2020

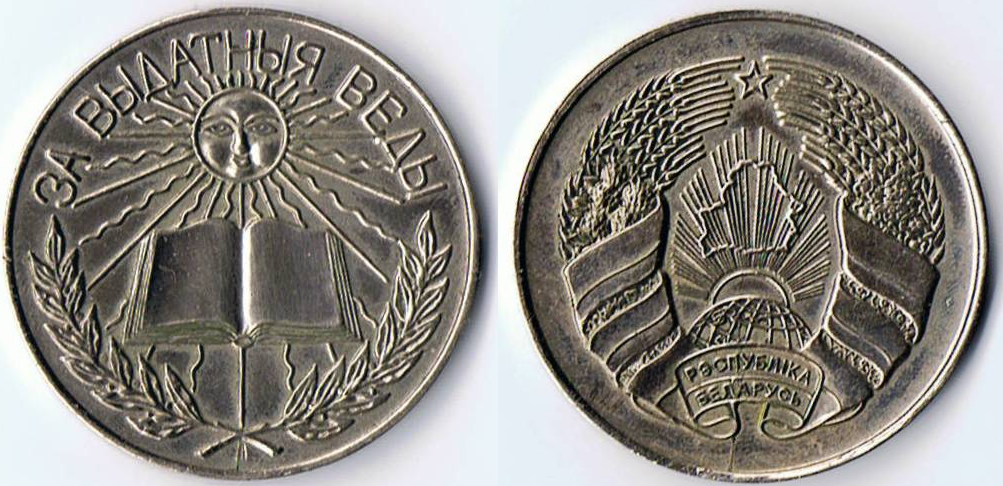
Srebrny medal za celujące wyniki w nauce

### Godło w konstytucji Białorusi
Zgodnie z artykułem 19 rozdziału I Konstytucji Republiki Białorusi: Symbolami Republiki Białorusi jako suwerennego państwa są jej flaga państwowa, godło państwowe i hymn państwowy – artykuł 19 Konstytucji Republiki Białorusi.

### Rozporządzenie z 7 czerwca 1995 roku
7 czerwca 1995 roku Alaksandr Łukaszenka podpisał Rozporządzenie Prezydenta Republiki Białorusi o zatwierdzeniu etalonu państwowego godła Republiki Białorusi i ustawy o państwowym godle Republiki Białorusi. Zgodnie z dokumentem państwowe godło jest symbolem suwerennej Białorusi na równi z państwową flagą i hymnem. Akt określa wzorzec godła oraz warunki, w jakich może być używane. Zarówno obywatele Białorusi, jak i obcokrajowcy oraz osoby bez obywatelstwa, przebywający w granicach Białorusi, powinni z szacunkiem odnosić się do symboli Republiki Białorusi. Zbezczeszczenie godła państwowego jest karalne.
Rozporządzenie z 7 czerwca 1995 roku określa wizerunek godła białoruskiego, na który składa się:

...zielony kontur Republiki Białorusi w złotych promieniach słońca nad kulą ziemską. Nad konturem znajduje się pięciopromienna czerwona gwiazda. Godło opasane jest wiankiem złotych kłosów, przeplecionych z prawej strony z kwiatami koniczyny, z lewej – lnu. Kłosy owinięte są czerwono-zieloną wstęgą, na której na dole wykonany został złocony napis: "Republika Białorusi".
– Artykuł 1 Rozporządzenia Prezydenta Republiki Białorusi o zatwierdzeniu etalonu
państwowego godła Republiki Białorusi i ustawy o państwowym godle Republiki Białorusi.

Rozporządzenie reguluje status prawny etalonu godła państwowego. Wszelkie reprodukcje godła, niezależnie od koloru (kolorowe lub czarno-białe), wizerunku graficznego lub trójwymiarowego oraz rozmiaru, powinny być zgodne z etalonem kolorowym, czarno-białym i trójwymiarowym. Tryb wykonania godła państwowego Republiki Białorusi, masową produkcję, wykorzystanie, przechowywanie i zniszczenie pieczęci z wizerunkiem godła regulują przepisy Rady Ministrów.
Godło Białorusi umieszczane jest na stałe w miejscach, wymienionych w rozporządzeniu. Do tych lokalizacji odnoszą się: budynki rezydencji prezydenta,  Izby Reprezentantów, Rady Ministrów, Narodowego Banku, Komitetu Kontroli Państwowej Republiki Białorusi, ministerstw, komitetów państwowych i innych republikańskich organów rządowych, miejscowych rad deputowanych i organów wykonawczych i administracyjnych, sądów, organów prokuratury, placówek dyplomatycznych i konsulatów oraz organizacji handlowych, znajdujących się poza granicami państwa; ponadto pomieszczenia obrad Narodowych Reprezentantów, Rady Ministrów, Sądu Konstytucyjnego, miejscowych rad poselskich, miejscowych organów wykonawczych i administracyjnych; gabinety służbowe prezydenta Republiki Białorusi, przedstawiciela rady Izby Reprezentantów Narodowych, przewodniczącego Rady Republiki Izby Reprezentantów, premiera, kierowników organów państwowych, przewodniczących miejscowych rad poselskich, kierowników miejscowych organów władzy wykonawczej i administracyjnej, kierowników przedsiębiorstw państwowych, urzędów, organizacji, dowodzących jednostkami wojskowymi, działów Ministerstwa Obrony, Ministerstwa Spraw Wewnętrznych, Komitetu Bezpieczeństwa Państwowego, wojsk przygranicznych i kolejowych, obrony obywatelskiej; sale sądów, pomieszczenia urzędów stanu cywilnego, organów uroczystej rejestracji aktów ślubu i urodzeń, pomieszczenia jednostek wojskowych i instytucji kształcących, na słupach granicznych, postawionych na granicy państwowej, w punktach kontroli celnej.
Zgodnie z rozporządzeniem godło Białorusi powinno się znajdować na formularzach dokumentów prezydenckich, rządowych, wydawanych przez Izbę Reprezentantów, Radę Ministrów, ministerstwa, komitety państwowe oraz urzędy im podwładne, na aktach miejscowych rad poselskich i administracyjnych, sądów i organów prokuratury, państwowych biur notarialnych, przedsiębiorstw, organizacji i urzędów na szczeblu ogólnopaństwowym i miejscowym, uwzględnionych w prawie białoruskim, oraz na formularzach komisji izb Izby Reprezentantów. Ponadto godło znajduje się na papierach wartościowych, obligacjach, znaczkach pocztowych, biletach loteryjnych Republiki Białorusi, paszportach obywateli Białorusi, paszportach dyplomatycznych. Organizacje, których nie wymienia rozporządzenie, mogą umieszczać godło państwowe na własnych formularzach pod warunkiem uzyskania zgody Rady Ministrów.

### Ustawa z 5 lipca 2004 roku
5 lipca 2004 roku przez Izbę Reprezentantów została uchwalona ustawa O państwowych symbolach Republiki Białorusi (nr 301-3). Zgodnie z nią, państwowe godło Republiki Białorusi jest symbolem suwerenności państwa na równi z państwową flagą i hymnem. Zarówno obywatele Białorusi, jak i obcokrajowcy oraz osoby bez obywatelstwa, przebywający w granicach Białorusi, powinni z szacunkiem odnosić się do symboli Republiki Białorusi.
Zgodnie z ustawą etalon godła (wielokolorowy, dwukolorowy i jednokolorowy oraz dwuwymiarowy i trójwymiarowy) jest przechowywany w Narodowym Archiwum Republiki Białorusi. Akt prawny określa porządek wykonania godła. Ustawa precyzuje opis godła:

Na państwowe godło Republiki Białorusi składa się rozmieszczony na srebrnym polu zielony kontur granicy państwowej Republiki Białorusi na tle złotych promieni wschodzącego nad kulą ziemską słońca. Na górze pola znajduje się pięciopromienna czerwona gwiazda. Godło opasane jest wiankiem złotych kłosów, przeplecionych z prawej strony z kwiatami koniczyny, z lewej – lnu. Wianek z każdej strony trzykrotnie owinięty jest czerwono-zieloną wstęgą, w środkowej części której są nakreślone złotem słowa: "Republika Białorusi".
– Rozdział 3 Artykuł 9 ustawy O państwowych symbolach Republiki Białorusi.

Państwowe godło może być wielokolorowe, dwukolorowe lub jednokolorowe (w tym złote), a także w dwóch bądź trzech wymiarach. Prawo białoruskie określa warunki, w jakich każdy wariant godła może zostać wykorzystany.
Ustawa wymienia lokalizacje, gdzie powinno zostać umieszczone godło. W odróżnieniu od rozporządzenia z 1995 roku akt prawny nie wymienia białoruskich organizacji handlowych, znajdujących się poza granicami państwa, dodaje natomiast przedstawicielstwa Republiki Białorusi przy organizacjach międzynarodowych oraz białoruskie misje specjalne. Wśród lokalizacji, wymienionych w rozporządzeniu z 1995 roku, nie znalazły się gabinety służbowe kierowników przedsiębiorstw państwowych, zaś ustawa z 2004 roku poszerza listę pomieszczeń o gabinety służbowe przewodniczącego Komitetu Kontroli Państwowe Republiki Białorusi, kierowników podporządkowanych prezydentowi organów państwowych, sędziów Sądu Konstytucyjnego, sądów ogólnych i gospodarczych, prokuratora generalnego, prokuratorów miasta Mińska oraz obwodów i rejonów, przewodniczących komitetów kontroli państwowej na szczeblu międzyrejonowym i miasta Mińska, przewodniczącego Zarządu Narodowego Banku Republiki Białorusi, przełożonych mińskiego i obwodowych zarządów głównych, kierowników miejskich oddziałów Narodowego Banku, Rady Republiki Izby Reprezentantów; ponadto o pomieszczenia państwowych biur notarialnych oraz pomieszczenia, gdzie posłowie Izby Reprezentantów i posłowie miejscowych rad poselskich przyjmują interesantów.
Wśród dokumentów i druków państwowych ustawa, w odróżnieniu od rozporządzenia prezydenckiego z 1995 roku, nie wymienia obligacji, znaczków pocztowych i zniesionych paszportów zagranicznych. Wprowadza natomiast obowiązek umieszczania godła na prezydenckich stemplach, formularzach Narodowej Akademii Nauk, państwowych organizacji naukowych, instytucji kształcących, dokumentach stałych komisji Izby Reprezentantów, dyplomach, oficjalnych podziękowaniach, legitymacjach, specjalnych przepustkach, wydawanych przez organizacje państwowe, na sztandarze prezydenckim. Godło może być umieszczane na znakach pieniężnych Republiki Białorusi, państwowych nagrodach i załączonej do nich dokumentacji, odznakach, świadczących o ukończeniu uczelni wyższej, stronach tytułowych państwowych periodyków.

### Święto godła państwowego
26 marca 1998 roku rozporządzeniem prezydenta Republiki Białorusi O państwowych świętach, dniach świątecznych i pamiętnych datach w Republice Białorusi został ustanowiony Dzień Godła Państwowego i Flagi Państwowej. Obchody święta przypadają na drugą niedzielę maja.

## Symbolika godła
Państwowe godło Białorusi wyraża jedność obywateli Białorusi, pracę, dążenie do doskonałości, pokój i patriotyzm. Symbolizuje wolę narodu białoruskiego.
Zielony kontur granicy białoruskiej, spowity promieniami wschodzącego słońca oznacza chęć kierowania myśli i sukcesów ku Ojczyźnie. Wianek jest symbolem zwycięstwa. Wianek z kłosów, przeplecionych kwiatami lnu i koniczyny, symbolizuje pamięć i związek współczesnych z przodkami. Naręcze kłosów żyta w wierzeniach Słowian było zanoszone jako wotum dla bóstw i stanowiło gwarancję wysłuchania próśb o dobrobyt i spełnienie życzeń. Koniczyna wyraża związek z naturą i światem zwierząt, dla których stanowi najlepszy pokarm. Len jest znakiem pracy i dobrobytu.
Pod konturem granicy znajduje się kula ziemska, nad którą wschodzi słońce. Ziemia symbolizuje wszystko co żywe, słońce jest źródłem życia. Kula ziemska wskazuje na to, że Białoruś jest częścią cywilizacji, traktuje wszystkie narody jako przyjaciół i partnerów, jest gotowa do zawarcia przyjaźni i stosunków handlowych. Ziemia w promieniach słońca to wiara w wieczne życie. Zjednoczenie Ziemi i Słońca jest znakiem życia, co nawiązuje do pradawnych wierzeń.
Czerwona pięciopromienna gwiazda jest symbolem człowieka i ludzkości, znakiem męstwa i zaradności. Pięć ramion gwiazdy symbolizuje związek, przyjaźń ludzi na wszystkich pięciu kontynentach, co podkreśla przyjazne nastawienie Białorusi wobec innych państw.

## Krytyka godła
Działacze opozycji uważają, że godło jest sztucznym tworem. Twierdzą również, że niektóre działania rządu – na przykład wycofanie godła ze znaczków pocztowych, a także, wbrew rozporządzeniu z 5 lipca 2004 roku, nieumieszczenie go na znakach pieniężnych – świadczą o tym, że władze państwowe także zdają sobie sprawę z nienaturalności państwowej symboliki. Referendum 14 maja 1995 roku i przyjęcie zmodyfikowanej symboliki radzieckiej było punktem zwrotnym niepodległej Republiki Białorusi, która cofnęła się do błogosławionego sowieckiego wczoraj. Według opozycjonistów Alaksandra Fiaduta i Lawona Barszczeuskiego poprzez zmianę symboliki prezydent udowodnił swoją pozycję polityczną w państwie oraz uderzył w opozycję, kojarzącą się w społeczeństwie z biało-czerwoną-białą flagą i Pogonią.
Zdaniem Anastasii Mitrofanowej, starszego współpracownika naukowego Instytutu Aktualnych Problemów Międzynarodowych Akademii Dyplomatycznej Ministerstwa Spraw Zewnętrznych, współczesne godło Białorusi – zmodyfikowane sowieckie – wraz z flagą i hymnem wyraża złożoną neokomunistyczną politykę prezydenta Białorusi.
W 2007 roku internauci zauważyli, że kwiaty lnu w godle Białorusi mają po sześć płatków, podczas gdy przeciętna ich liczba wynosi pięć. Władze Białorusi nie skomentowały oficjalnie tego, jednak len w godle białoruskim po 2007 roku miał już po pięć płatków.

## Poprzednie godła Białorusi

### Pogoń
Rewolucja lutowa 1917 roku przyczyniła się do wzmocnienia ruchu nacjonalistycznego wśród inteligencji białoruskiej, która dążyła do uzyskania autonomii dla terytorium zdominowanego przez Białorusinów. 25 marca 1918 roku przedstawiciele kilku ruchów narodowych w warunkach niemieckiej okupacji ogłosili powstanie Białoruskiej Republiki Ludowej. W czerwcu 1918 roku ustanowiono symbole państwowe BRL: godło Pogoń i biało-czerwono-białą flagę. 5 stycznia 1919 roku na skutek zajęcia Mińska przez bolszewików BRL przestała istnieć.
Podczas okupacji niemieckiej w okresie wielkiej wojny ojczyźnianej kolaboracyjny rząd białoruski, Białoruska Centralna Rada, nieoficjalnie używał Pogoni w charakterze godła. Rzekome pozwolenie Wilhelma Kube na wykorzystanie przez rząd Radosława Ostrowskiego Pogoni obok symboliki faszystowskiej, opublikowane 27 czerwca 1942 roku w gazecie Ranica, uważane jest za próbę dezinformacji. 19 września 1991 roku parlament niepodległej Białorusi podpisał postanowienie o przyjęciu Pogoni na czerwonej tarczy jako herbu państwowego. Po objęciu prezydentury przez Alaksandra Łukaszenkę w mediach państwowych położono nacisk na fakt wykorzystywania Pogoni w czasie drugiej wojny światowej przez białoruski rząd kolaboracyjny, co wywołało spekulacje polityczne i przyczyniło się do zdelegalizowania godła.

### Godła radzieckie
1 stycznia 1919 roku Tymczasowy Rząd Rewolucyjny ogłosił utworzenie Radzieckiej Socjalistycznej Republiki Białorusi w składzie Rosyjskiej Federacyjnej Socjalistycznej Republiki Radzieckiej. 31 stycznia RSRB opuściła skład RFSRR i została przemianowana w Białoruską Radziecką Socjalistyczną Republikę. Godło państwowe było podobne do godła RFSRR, dla odróżnienia dodano litery B.S.S.R., a na wstędze na dole – napis w języku białoruskim Proletariusze wszystkich krajów, łączcie się! Zgodnie z konstytucją Socjalistycznej Radzieckiej Republiki Bialorusi z 3 lutego 1919 roku godło przedstawiało złote sierp i młot w promieniach słońca, umieszczone na krzyż rękojeściami do dołu, otoczone wiankiem z kłosów, z napisem Socjalistyczna Radziecka Republika Białorusi (B.S.S.R.) oraz Proletariusze wszystkich krajów, łączcie się!
27 lutego 1919 roku na Pierwszym Zjeździe Rad Białorusi i Pierwszym Zjeździe Rad Litwy przyjęto deklaracje o połączeniu republik. Powstało państwo Litewsko-Białoruska Radziecka Socjalistyczna Republika ze stolicą w Wilnie. W projekcie konstytucji Litbiełu został umieszczony opis godła państwowego, według którego było ono wzorowane na godle RFSRR. Dla odróżnienia dodano napisy w pięciu językach (białoruskim, litewskim, polskim, jidysz i rosyjskim) Socjalistyczna Radziecka Republika Litwy i Białorusi oraz Proletariusze wszystkich krajów, łączcie się! Po tym, jak wojska polskie 19 kwietnia 1919 roku zajęły Wilno, a następnie 8 sierpnia 1919 roku Mińsk, Litbieł przestał istnieć.
31 lipca 1920 roku reaktywowano BSRR, w 1922 roku republika weszła w skład ZSRR. W 1924 roku Sekretariat CKW BSRR ogłosił konkurs na projekt nowego godła, które miało wyrażać naturalne i gospodarcze osobliwości Białorusi oraz jej związek z ZSRR. 24 listopada 1926 roku Rada Komisarzy Ludowych BSRR wybrała projekt godła autorstwa B. W. Wołkowa. 30 marca 1927 roku, podczas narady RKL BSRR, godło zostało uchwalone. W konstytucji BSRR z 1927 roku zapisano:

Państwowe godło Białoruskiej Socjalistycznej Republiki Radzieckiej składa się z wizerunku sierpa i młota na czerwonym polu w promieniach wschodzącego słońca, umieszczonych na krzyż rękojeściami do dołu i otoczonych wiankiem, składającym się z lewej strony z żytnich kłosów, przeplecionych koniczyną, oraz z prawej – z gałązki dębowej; na dole między obiema połówkami wianku znajduje się część kuli ziemskiej. Obie połówki wianka przeplecione są czerwoną wstęgą, na której umieszczone są napisy w językach białoruskim, jidysz, rosyjskim i polskim: Proletariusze wszystkich krajów, łączcie się! i niżej – inicjały BSSR. Na górze godła znajduje się pięciopromienna gwiazda.– Rozdział 13 Artykuł 74 Konstytucji BSRR z 1927 roku.

5 kwietnia 1937 roku Prezydium CKW BSRR przyjęło postanowienie O państwowym godle i fladze BSRR, które zatwierdziło oficjalny wizerunek godła radzieckiej Białorusi. W sierpniu 1938 roku na polecenie Komisji przy Prezydium Rady Najwyższej ZSRR dotychczasowe godło zostało zmodyfikowane. Dębowa gałąź została zastąpiona kłosami żyta przeplecionymi lnem, usunięto wezwanie w językach polskim i jidysz. Na mocy rozporządzenia Prezydium Rady Najwyższej ZSRR z 20 listopada 1938 roku wniesiono kolejne poprawki: doprecyzowano tłumaczenie wezwania Proletariusze wszystkich krajów, jednoczcie się! oraz zmieniono układ promieni słonecznych. Ostatnia, wyłącznie techniczna redakcja godła BSRR miała miejsce w 1950 roku.